# 单齿刺岩螺
单齿刺岩螺（学名：Acanthina monodon）是一中海生软体动物，属于腹足纲骨螺科刺岩螺属。和多数骨螺一样，单齿刺岩螺也是肉食性的，它们以其他软体动物为食，该物种的标志性特征为下唇前端的一颗齿，这颗齿用以撬开双壳类动物的贝壳以便获取其中的肉。